# Бендзин
Бе́ндзин (пол. Będzin [ˈbɛnd͡ʑin]) — город в Польше, входит в Силезское воеводство, Бендзинский повят. Имеет статус городской гмины. Является центром Домбровского угольного бассейна. С 2018 года один из 41 города, образующего Гурношленско-Заглембскую Метрополию. Занимает площадь 37,08 км². Население — 65 231 человек (на 2004 год).

## История

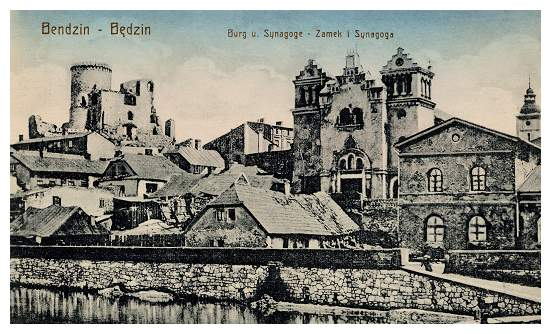
Замок (слева) и синагога в Бендзине, старинная фотография

Впервые упоминается в 1301 г. В 1795 г. в результате Третьего раздела Польши вошёл в состав Пруссии. В 1807—1815 годы входил в Герцогство Варшавское. После 1815 г. в составе Российской империи, назывался Бендин. С 1837 г. — центр Бендинского уезда, вошедшего в 1867 г. в Петроковскую губернию. В 19 в. получил сильный импульс в развитии благодаря Варшаво-Венской железной дороге, прошедшей неподалёку. В 1914 г. в ходе Первой мировой войны город был оккупирован сначала немецкими, а затем австро-венгерскими войсками.
До Второй мировой войны Бендзин представлял собой типичное еврейское местечко, его еврейское население на 1921 год насчитывало 17 298 человек (62,1 % населения). После оккупации Польши гитлеровскими войсками, в мае 1942 года, здесь было создано Бендзинское гетто. Большинство его обитателей были вынуждены работать на немецких военных заводах до депортации в лагерь смерти Освенцим, где они были уничтожены. Последняя крупная депортация жителей гетто в период с 1 по 3 августа 1943 года сопровождалась восстанием членов местной еврейской боевой организации. После окончания Второй мировой войны одна из площадей Бендзина, где ранее находилась синагога, была названа в честь восставших в гетто. В 2005 году на ней был открыт обелиск в память евреев, убитых немцами в ночь с 8 на 9 сентября 1939 года.

## Транспорт
- Сейчас в городе активная железнодорожная станция Бендзин и остановочные пункты железной дороги (платформы) Бендзин-Място и Бендзин-Ксавера. Две другие станции закрытые.
- В городе 5 трамвайных линий, входящих в систему «Силезские Трамваи», которая охватывает 13 городов Силезского воеводства. На территорию города функционирует 50 трасс автобусов городской и междугородской коммуникации.

## Достопримечательности
- Бендзинский замок

## Известные уроженцы и жители
- Беери, Иссер (1901—1958) — создатель и первый руководитель израильской военной разведки
- Гетингер, Людвик Рох (1904—1941) — блаженный Римско-католической церкви
- Завадский, Александр (1899—1964) — глава Государственного совета Польской Народной Республики
- Хорембальский, Винсент (1890—1960) — польский скульптор
- Шнайдер, Рафал (1971—2014) — польский саблист, призёр чемпионатов мира по фехтованию